# Unholy Women
Unholy Women (jap. コワイ女, Kowai Onna, dt. „furchterregende Frauen“) ist ein in drei Episoden gegliederter japanischer Horrorfilm von drei verschiedenen Regisseuren, in denen jeweils eine Frau auf unterschiedliche Weise Furcht und Schrecken verbreitet.

## Handlung

### Episode 1 – „Das Klappern“ (カタカタ,Katakata)
Buch und Regie: Keita Amemiya
Die junge attraktive Buchhalterin Kanako verabschiedet sich von ihrem frisch geschiedenen Verlobten Akira, den sie in zwei Wochen ehelichen will, schreitet im Dunkeln zu ihrer Wohnung, als sie ein seltsames Klappergeräusch vor ihrem Mietshaus bemerkt. Kurze Zeit später fällt ein Ohrring herab, den sie aufnimmt. Sie schaut nach oben und wird plötzlich von etwas Schwerem am Kopf getroffen. Sie verliert daraufhin das Bewusstsein.
Als sie wieder aufwacht, verschmilzt Realität und Wahrnehmung in einem surrealen Tagtraum. Die Stadt wirkt wie ausgestorben; Kanako sieht lediglich ein mysteriöses kleines wortkarges Mädchen, das sich einst von der Brüstung des meterhohen Wohnhauskomplexes stürzte. Leicht verletzt betritt die verwirrte Kanako ihre Wohnung, wo sie bald von ihrem völlig aufgelösten Verlobten angerufen wird, der soeben einer Messerattacke seiner Ex-Frau nur knapp entging und Kanako eindringlich ermahnt, nicht die Wohnung zu verlassen. Etwas eingeschüchtert geht sie befremdlichen Geräuschen in ihrem Badezimmer nach, als sie plötzlich von einer schwarzhaarigen, rotgekleideten Frau mit weit aufgerissenen Augen attackiert wird. Panikartig flieht sie vor der sie verfolgenden entstellten Frau aus ihrer Wohnung in die menschenleere Polizeiwache. Dann taucht wieder das junge Mädchen auf, das sie zurück ins Wohnhaus lockt, jedoch wieder spurlos verschwindet. Kanako wird hier vom weiblichen Ungetüm attackiert und letztendlich gestellt.
Noch während dieser Attacke wacht Kanako schwer verletzt im örtlichen Krankenhaus auf und erfährt, was sich seinerzeit zugetragen hat. Sie wurde einst Opfer einer unbekannten Frau, die in selbstmörderischer Absicht die Brüstung hinabstürzte und mit ihr kollidierte. Die Wucht des Aufpralls machte eine mehrstündige Operation nötig, um die beiden Körper voneinander zu trennen. Da sie nahezu vollständig genesen ist, darf sie die Krankenstation verlassen. Sie macht sich sofort daran, den Tatort zu besichtigen, findet jedoch nur heraus, dass sie einst von dem Monster attackiert und hinuntergestoßen wurde, gleichzeitig auch vom herabfallenden Körper getroffen wurde.

### Episode 2 – „Stahl“ (鋼–はがね–,Hagane)
Buch und Regie: Takuji Suzuki
Das triste Leben des schüchternen Automechanikers Sekiguchi ändert sich schlagartig, als sein Chef ihn bittet, mit dessen attraktiver Schwester Hagane auszugehen. Der skeptische Sekiguchi sagt zu, begegnet jedoch beim Abholen der jungen Frau, die er lediglich von einem Foto kennt. Ihr Oberkörper ist vollständig von einem Kartoffelsack verhüllt, der an der Hüfte mit einer Kordel zusammengebunden ist; nur die Beine sind sichtbar. Trotz dieser herben Überraschung sagt er auf Drängen seines Chefs das skurrile Rendezvous nicht ab und fährt mit seiner stummen Begleiterin auf und davon. Unterwegs halten sie an einem Rastplatz, wo der fassungslose Sekiguchi versucht, Hagane zu befragen, als diese plötzlich davonläuft und in ein nahegelegenes Gewässer stürzt. Sekiguchi rettet das befremdliche Wesen aus dem Wasser und nimmt es mit in seine Wohnung.
Hier bietet er ihr trockene Kleidungsstücke an, die die mysteriöse Hagane nachdrücklich ablehnt. Sie findet Gefallen an dem zurückhaltenden Sekiguchi, und es entwickelt sich eine erotische Leidenschaft, bis der erregte Sekiguchi einen Fehler macht und die Kordel des leinenen Kartoffelsackes lockert. Er entdeckt dabei, dass ihr verhüllter Oberkörper aus blutigen Fleischstücken und Stahl besteht. Die erboste Hagane reagiert daraufhin völlig außer sich, verwüstet Sekiguchis Wohnung und flieht unter seltsamen Lautäußerungen zu ihrem Bruder.
Am nächsten Tag wird der junge Mechaniker, der nicht mehr seiner Arbeit nachgeht, von der Frau bedrängt. Mit allen erdenklichen Mitteln versucht er sich der bedrohlichen Angelegenheit zu entziehen, schlägt brutal auf sie ein und stürzt sie einen Abhang hinunter, ohne sie jedoch auszuschalten. Ihr gelingt es, ihren Angebeteten zu stellen und ihn unter Tränen während eines Liebesspiels zu töten. Am Ende des Films verbrennt ihr Bruder, Werkstattbesitzer Tetsu, alle Spuren am Tatort und geht anschließend wieder seinen alltäglichen Verrichtungen nach. An seiner Werkstatt prangt ein Schild mit dem Hinweis, dass ein junger Mechaniker, auch ohne Vorkenntnisse, gesucht wird.

### Episode 3 – „Das Erbe“ (うけつぐもの,Uketsugu mono)
Buch und Regie: Keisuke Toyoshima
Nach der Scheidung seiner Eltern zieht der kleine Michio gemeinsam mit seiner Mutter Saeko aus Tokio zu seiner Großmutter aufs Land. Die alte Dame, die bettlägerig ans Haus gefesselt ist, bewahrt seit dem spurlosen Verschwinden ihres siebenjährigen Kindes Masaiko ein grauenhaftes Geheimnis in ihrem verwirrten Kopf. Ihre Geisteskrankheit beruht jedoch auf der Tatsache, dass sie einst, getrieben von einem kindsmordenden Geist, ihr eigenes Kind tötete. Mit dem plötzlichen Erscheinen ihrer Tochter und ihres Enkels, der große Ähnlichkeit mit Masaiko hat, befürchtet sie eine Wiederholung ihrer Sünde. Sie versucht erfolglos, Saeko zur Rückkehr in die Großstadt zu bewegen.
Schon am ersten Tag bemerkt Michio, dass sich im Haus ungewöhnliche Dinge ereignen. Er sieht den Geist Masaikos und fühlt sich bei seiner Großmutter sichtlich unwohl. Als sich seine Mutter am nächsten Tag auch seltsam verhält, nachdem sie auf dem Dachboden einer verriegelten und gesicherten Scheune eine Schriftrolle entdeckte, die sie in irgendeiner Form veränderte, beginnt für den kleinen Michio ein wahrer Albtraum. Schon bald würgt ihn seine Mutter am Hals, die daraus resultierenden Male werden von Kaji entdeckt, einem befreundeten Pfleger, der sie daraufhin zur Rede stellt. Nachdem sie jegliche Schuld von sich weist, fährt Kaji, wenn auch mit einem mulmigen Gefühl, fort. Doch für den kleinen Michio gibt es kein Entrinnen. Obwohl seine Großmutter noch versucht, ihm zu helfen, ihn also von seiner Mutter zu trennen, wird er am Ende des Films ein Opfer Saekos, die ihn reglos in ihren Armen hält.

## Veröffentlichungen
Der Film kam am 25. November 2006 in die japanischen Kinos. Er wurde auf mehreren internationalen Filmfestivals gezeigt, unter anderem auf dem Philadelphia Film Festival und dem Leeds International Film Festival.
Im März 2007 kam der Film in Japan auf DVD heraus. Eine DVD-Veröffentlichung in Deutschland folgte im Juli desselben Jahres. Am 20. Oktober 2007 wurden die ersten beiden Episoden vom Fernsehsender VOX in einer deutschen Fernsehpremiere ausgestrahlt.

## Kritiken
„Obwohl in seinen Bildern eher zurückhaltend, erzielt der Film einen hohen Wirkungsgrad, indem er sehr geschickt menschliche Urängste anspricht, wobei er pointiert die Dämonisierung von Frauen ins Zentrum der Geschichten stellt.“